# Zajta al-Gharbijja
Zajta al-Gharbijja – miejscowość w Syrii, w muhafazie Hims. W 2004 roku liczyła 2922 mieszkańców.